# Декларація про незалежність Каталонії

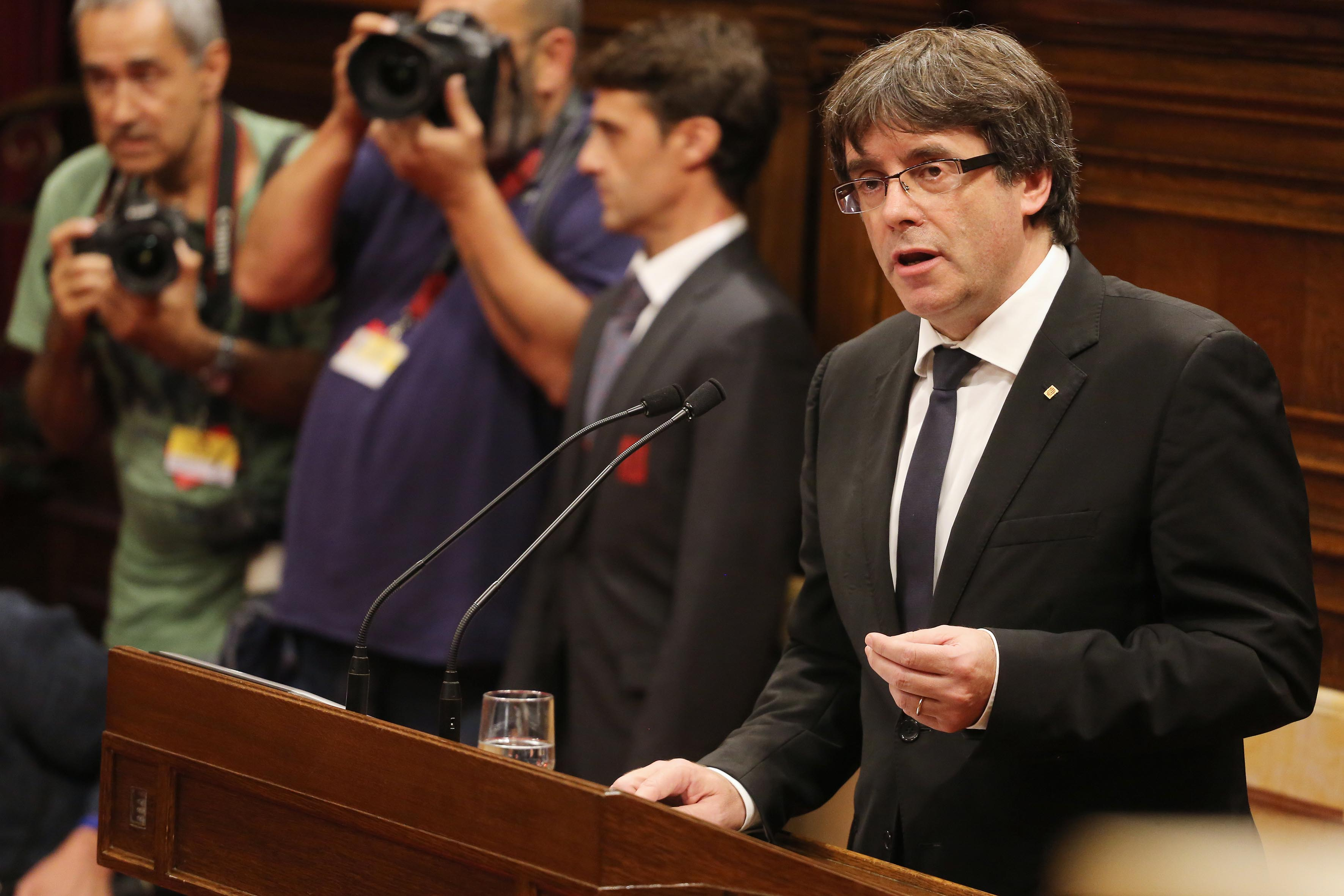
Пучдемонт на засіданні каталонського парламенту напередодні підписання декларації про незалежність

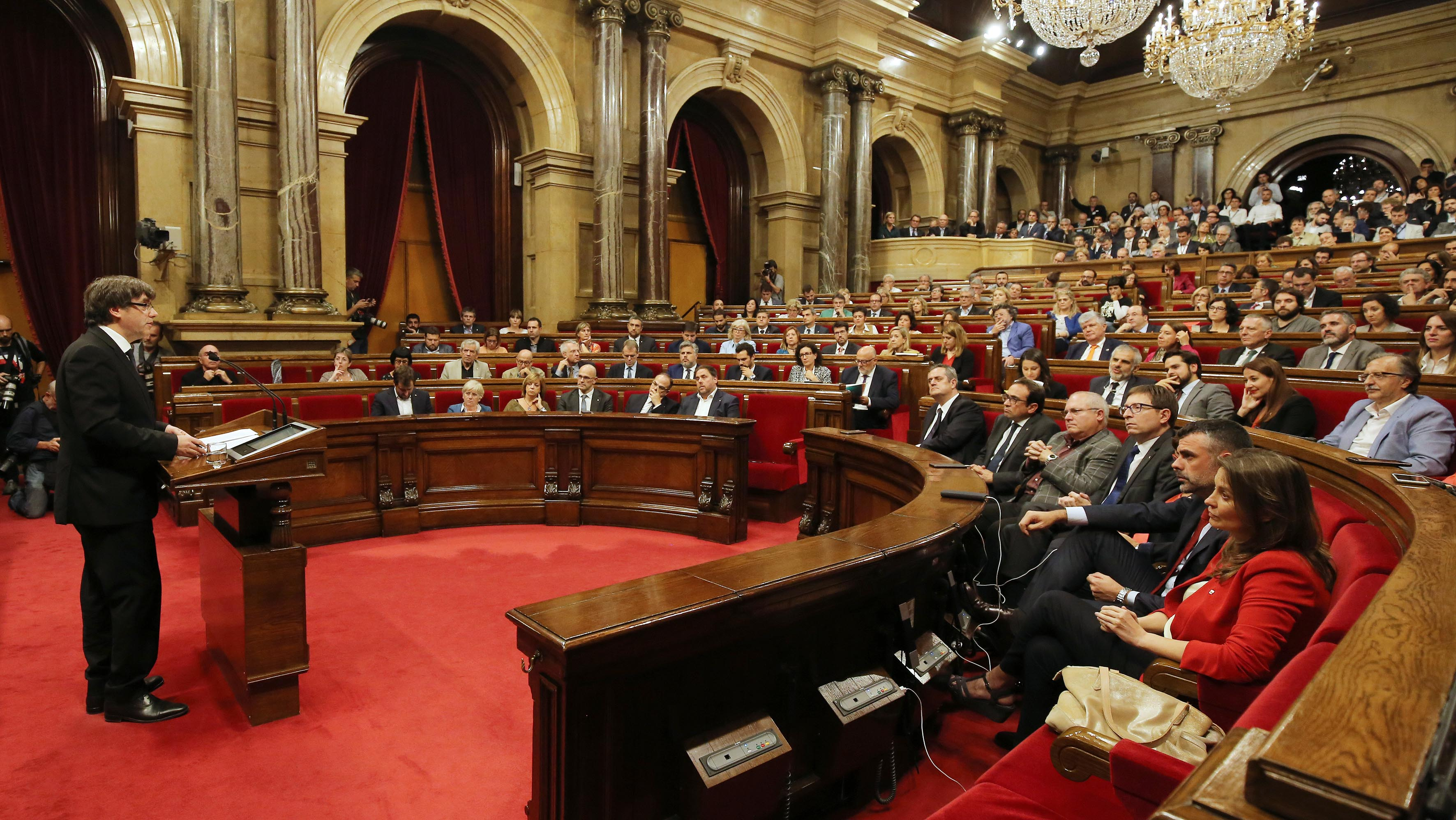
Пучдемонт на виступі 10 жовтня 2017-го перед урядом Каталонії

Деклара́ція про незале́жність Катало́нії (кат. Declaració d'Independència de Catalunya), офіційно Деклара́ція представникі́в Катало́нії (кат. Declaració dels representants de Catalunya) — політична декларація, проголошена і підписана 10 жовтня 2017 року головою каталонського уряду Карлесом Пучдемоном, його заступником Оріолом Жункерасом, спікером Карме Форкаделем та 72 депутатами каталонського парламенту від правлячої коаліції. Даний документ проголошує регіон, який наразі є автономною областю у складі Іспанії, незалежною і суверенною, демократичною, правовою та соціальною державою з республіканською формою правління. Після ухвалення декларації про незалежність президент Женералітату Каталонії Карлес Пучдемон закликав парламентарів відкласти набуття нею чинності на «кілька тижнів», щоб прийти до порозуміння в цьому питанні з іспанською владою.
Напередодні прийняття документа 1 жовтня 2017 у Каталонії пройшов референдум про незалежність, який офіційний Мадрид вважає неконституційним. За твердженнями його організаторів, за самостійність регіону проголосувало 90,18 % виборців при явці у 43,03 % (2 286 217 із 5 300 000 чоловік). Внаслідок численних порушень та дій іспанської поліції та цивільної охорони міжнародні спостерігачі, запрошені Женералітатом, оголосили, що результати плебісциту не можуть вважатися дійсними, оскільки волевиявлення не задовольняє мінімальні міжнародні стандарти щодо його проведення.
У прийнятій декларації проголошується суверенітет Каталонії і закликається «всі держави і міжнародні організації визнати Каталонську Республіку». Декларація також закликає уряд регіону «вжити всі необхідні заходи, щоб уможливити повне втілення даної декларації незалежності, і заходи, передбачені перехідним законом про заснування республіки».
Іспанська влада вкрай негативно оцінила прийняття декларації про незалежність. Голова уряду Маріано Рахой попередив, що у разі потреби може активувати статтю 155 конституції, яка дозволяє національному парламенту втручатися в керування автономним регіоном, вводячи пряме управління зі столиці. Заступник прем'єр-міністра Іспанії назвав Пучдемонта «тим, хто не знає, де він і куди він прямує». Президент Європейської ради Дональд Туск під час виступу на Форумі регіонального лідерства ЄС особисто закликав керівника Женералітату відмовитися від одностороннього проголошення незалежності Каталонії та не чинити дій, які унеможливлюють діалог з іспанським урядом.
27 жовтня іспанський парламент, враховуючи невиконання Женералітатом вимог центральної влади, активував статтю 155 Конституції, яка регламентує введення прямого управління автономною областю. Відповідно до неї все керівництво Каталонії відстороняється від влади, а його повноваження буде здійснювати представник, призначений Мадридом, після чого в регіоні пройдуть дострокові парламентські вибори.